# 賛助員
賛助員(さんじょいん)とは、社団、財団その他の法人運営に財政的な支援を目的として募る会員制度のひとつである。学会や研究所、各種法人団体において設けられている。

## 名誉称号としての賛助員
早稲田大学では高額寄付者には名誉称号を贈呈し、その名を大学史に刻み礼遇する制度を設けている。200万円以上を賛助員、500万円以上を稲志賛助員、1000万円以上を名誉賛助員とし、その上位に1億円以上の寄付者に贈呈する維持員の称号を定めている。芝浦工業大学でも100万円以上の寄付者に賛助員を贈呈している。200万円以上の寄付者には名誉賛助員を贈呈している。
　愛知大学では100万円以上の個人寄付者に「名誉賛助員」の称号を贈呈している。

## 主な賛助員制度
主に神社、学会、研究所などにおいて寄付を募るための制度として賛助員を募集しているのが一般的である。